# 레클레스
레클레스(본명: Martin Larsson, 한국어: 마틴 라르손, 1996년 9월 20일 ~)는 스웨덴의 리그 오브 레전드 프로게이머로 포지션은 서포터이다. 아이디는 Rekkles이고 현재 로스 라토네스에서 활동하고 있다.
과거에는 AD 캐리 포지션이었다.

## 선수 생활
2012년 5월, 플레잉 덕스 소속으로 활동하면서 커리어를 시작했다.
2013시즌을 앞두고 프나틱에 입단했다.
2024시즌을 앞두고 T1 2군에 입단했다. 2024 월드 챔피언십에 후보 선수로서 참가했다. 이후 팀에서 퇴단했다.
2025시즌을 앞두고 로스 라토네스에 입단했다.

## 소속팀
| #  | 팀명          | 소속 기간               | 소속 리그  | 비고  |
| -- | ------------- | ----------------------- | ---------- | ----- |
| 1  | Playing Ducks | 2012.05. ~ 2012.08.     |            | [ 3 ] |
| 2  | 프나틱        | 2012.11. ~ 2012.12.26   |            |       |
| 3  | 프나틱 베타   | 2012.12.26 ~ 2013.04.22 |            |       |
| 4  | 프라이드 FC   | 2013.05.26 ~ 2013.11.22 |            | [ 5 ] |
| 5  | 프나틱        | 2013.11.22 ~ 2014.11.24 | LCS EU     |       |
| 6  | 얼라이언스    | 2014.11.24 ~ 2015.05.13 | LCS EU     |       |
| 7  | 프나틱        | 2015.05.14 ~ 2020.11.18 | LCS EU LEC |       |
| 8  | G2 e스포츠    | 2020.11.20 ~ 2021.11.15 | LEC        |       |
| 9  | 카민 코프     | 2021.11.15 ~ 2022.12.15 | LFL        |       |
| 10 | 프나틱        | 2022.06.02 ~ 2023.10.12 | LEC        | [ 7 ] |
| 11 | T1            | 2023.12.11 ~ 2024.11.13 | LCK        |       |
| 12 | 로스 라토네스 | 2024.11.15 ~            |            |       |

## 수상 내역
- 2012년 레이드콜 도미넌스 1 우승
- 드림핵 윈터 2012 우승
- 2012년 IGN 프로리그 5 준우승
- 토르 오픈 2012 우승
- 2012년 인텔 익스트림 마스터스 시즌 7 쾰른 준우승
- 코펜하겐 게임즈 2013 3위
- 2013년 인터네셔널 인비테이셔널 토너먼트 우승
- 드림핵 서머 2013 우승
- 2013년 웨스턴 유럽 챌린저 시리즈 #8 우승
- 2014 리그 오브 레전드 챔피언십 시리즈 EU 스프링 우승
- 2014 리그 오브 레전드 챔피언십 시리즈 EU 서머 준우승
- 2015 리그 오브 레전드 챔피언십 시리즈 EU 서머 우승
- 리그 오브 레전드 월드 챔피언십 2015 4강
- 2016 리그 오브 레전드 챔피언십 시리즈 EU 스프링 3위
- 2017 리그 오브 레전드 챔피언십 시리즈 EU 스프링 3위
- 2017 리그 오브 레전드 챔피언십 시리즈 EU 서머 3위
- 2018 리그 오브 레전드 챔피언십 시리즈 EU 스프링 우승
- 미드 시즌 인비테이셔널 2018 4강
- 2018 리그 오브 레전드 챔피언십 시리즈 EU 서머 우승
- 리그 오브 레전드 월드 챔피언십 2018 준우승
- 2019 리그 오브 레전드 유러피언 챔피언십 스프링 3위
- 2019 리그 오브 레전드 유러피언 챔피언십 서머 준우승
- 2020 리그 오브 레전드 유러피언 챔피언십 스프링 준우승
- 2020 리그 오브 레전드 유러피언 챔피언십 서머 준우승
- 2021 리그 오브 레전드 유러피언 챔피언십 스프링 3위
- 2022 LFL 스프링 3위
- 2022 유러피언 마스터스 스프링 우승
- 리그 오브 레전드 시즌 킥오프 2023 EMEA 우승
- 리그 오브 레전드 월드 챔피언십 2024 우승 (T1)